# Zygomaticomaxilláris varrat

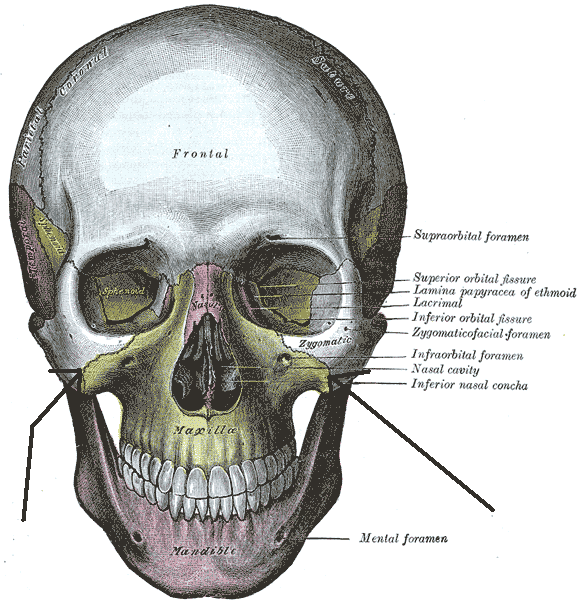
A koponya (cranium) szemből (a két nyíl jelöli a varratokat)

A zygomaticomaxilláris varrat (sutura zygomaticomaxillaris) egy koponyavarrat, mely a felső állcsont (maxilla) és a járomcsont (os zygomaticum) között S alakban fut.